# A Wizard, A True Star
A Wizard, A True Star es el cuarto (o segundo, según quienes dicen que los primeros discos de este artista fueron de un trío llamado "Runt") álbum de estudio de rock progresivo del cantautor estadounidense Todd Rundgren, estrenado en 1973.
El álbum, en especial el Lado-A de la grabación en vinilo (es decir, desde el track 1 hasta el 12), es un medley extendido luego de la moda de las últimas grabaciones de "The Beatles; las canciones están adjuntas unas dentro de otras. El álbum en total dura 55 minutos con 56 segundos, puestos con el límite de un LP; como resultado la calidad sonora de este LP es generalmente menor a la estelar, sin embargo el CD no incluye estas dificultades.
La carátula fue hecha por Arthur Wood, que es una curiosa obra de pintura hecha en las grabaciones originales.
Primero el LP de vinilo incluía una "banda de auxilio" poema escrito por Patti Smith, un estilo de historia sobre el álbum.

## Información de las Canciones

### International Feel
"International Feel" (Sentimiento internacional) es una composición propia de Rundgren, interpretada en un estilo de hard rock pero finalizando con algo de heavy metal. Al terminar esta canción da inicio a "Never Never Land" calmando el heavy metal, dejando solo la repetitiva frase "I know, I know...".
Esta canción apareció en la película "Electroma" de 2006

### Never Never Land
"Never Never Land" (La Tierra de Nunca Jamás) es una composición de Betty Comden,
Adolph Green y Jule Styne para el musical "Peter Pan" de Broadway.
La versión de Todd Rundgren fue la primera versión cover de esta canción. Además esta versión se fusiona con "International Feel", y luego con "Tic Tic Tic, It Wears Off" al momento de decir "land".

### Tic Tic Tic, It Wears Off
"Tic Tic Tic, It Wears Off" (Tic Tic Tic, Desaparece) es una composición instrumental de Rundgren claramente basada en el cocodrilo de "Peter Pan". Lo único que dice la canción es: "Tic Tic Tic".
Esta canción está fusionada con "Never Never Land" y luego con "You Need Your Head", cambiando drásticamente a heavy metal.

### You Need You Head
"You Need Your Head" (Necesitas tu cabeza) es una composición de Rundgren interpretada en heavy metal, usando un coro para la grabación de este tema. La canción está fusionada con "Tic Tic Tic It Wears Off" y al terminar con su solo de guitarra es fusionada con "Rock And Roll Pussy".

### Rock And Roll Pussy
"Rock And Roll Pussy" (Gatito Rock & Roll) es una composición de Rundgren interpretada en heavy metal. La canción está fusionada con "You Need Your Head" y luego con "Dogfight Giggle" al momento de decir "...pussy."

### Dogfight Giggle
"Dogfight Giggle" (Paupérrima risita) es una composición de Rundgren. Es considerada entre una de las rarezas más extrañas de Rundgren, ya pareciera salir de una banda sonora de una película de ciencia ficción.
En la letra del CD de "A Wizard, A True Star" aparece lo siguiente: "Arf, arf, growl, sniff, snuk, abba woof, etc./ Snickers, hyuck, myih chuchle, lii, etc." tratando de describir los distintos sonidos utilizados en esta grabación.
Esta canción está fusionada a "Rock And Roll Pussy" y luego a "You Don't Have To Camp Around" al momento de decir una frase no aparente en la letra oficial, "Don't you think anything but sex?".

### You Don't Have To Camp Around
"You Don't Have To Camp Around" (no Tienes que ir a acampar) es una composición de Rundgren interpretada en una hermosa balada acompañada con maracas.
Esta canción está fusionada a "Dogfight Giggle" y luego a "Flamingo" cuando finaliza con "...around".

### Flamingo
"Flamingo" (Flamenco) es una composición instrumental de Rundgren. Esta canción está fusionada a "You Don't Have To Camp Around"
y posteriormente a "Zen Archer" cuando la canción termina con batería.

### Zen Archer
"Zen Archer'" (Arquero Zen) es una composición de Rundgren, una de las pocas composiciones "serias" de este álbum. Es una canción que tiene una melancólica melodía similar a la de los organilleros".
Esta canción está fusionada a "Flamingo"; sin embargo con Zen Archer termina esta fusión de canciones.

### Just Another Onionhead/DAda Dali

#### Just Another Onionhead
"Just Another Onionhead" es parte de un medley seguido por "DAda Dali". Es una composición propia de Rundgren, interpretada en pop rock

#### DAda Dali
"DAda Dali" es la continuación del medley "Just Another Onionhead/DAda Dali". Es una composición propia de Rundgren aparentemente basada en la música tradicional de la década de 1940

### When The Shit Hits The Fan/ Sunset BLVD
"When The Shit Hits The Fan/ Sunset BLVD" (Cuando la mierda golpea el ventilador) es una composición original de Rundgren, y a diferencia de "Just Another Onionhead" When The Shit Hits The Fan no se separa de Sunset BLVD aunque aparenta hacerlo alrededor de la mitad de la canción. Es un rock, que contiene un solo de piano. Está fusionado con "Le Feel Internationale" al terminar con una pieza de piano.

### Le Feel Internationale
" Le Feel Internationale" es simplemente una versión extendida (en la letra) de "International Feel", agragándole "Everyone's mine, no one left behind and there's more/ Wait another year, Utopia is here, and there's always more" dando a renotar con la última frase (Wait another year, Utopía is here: Espera otro año, Utopía está aquí) que en el año siguiente Utopía lanzaría su primer disco (Todd Rundgren's Utopía)

### Sometimes I Don't Know What To Feel
"Sometimes I Don't Know What To Feel" (A Veces No Sé Que Sentir) es una composición de Todd Rundgren, interpretada al estilo jazz fuerte en piano y sobre todo por trombón. 
Es el séptimo sencillo de Todd Rundgren siendo su Lado-B "Does Anybody Love You?". El sencillo no logró entrar al chart, y a pesar de ser el único sencillo del álbum, "Just One Victory" es considerada como el mayor éxito del disco"

### Does Anybody Love You?
"Does Anybody Love You?" (¿Alguien Te Ama?) es una composición de Rundgren interpretada como balada pop.
Es el Lado-B del sencillo "Sometimes I Don't Know What To Feel"
Está fusionada al siguiente medley cover de Rundgren al momento de decir "..Ooh"

### Medley

#### I'm So Proud
"I'm So Proud" (Estoy tan orgulloso) es una composición de Curtis Mayfield, usada al principio de este medley. Es continuada por "Ooh Baby Baby'"

#### Ooh Baby Baby
"Ooh Baby Baby" (Oh, nena, nena) es una composición de Al Cleveland, William "Smokey" Robinson y Renaldo "Obie" Benson. Es usada en segundo lugar de este medley precedida por "I'm So Proud" y continuada por "La La Means I Love You".

#### La La Means I Love You
" La La Means I Love You" (La La Significa que te amo) es una composición William Hart y Thom Bell. Es usada en tercer lugar de este medley. Es precedida por "Ooh Baby Baby" y seguida de "Cool Jerk"

#### Cool Jerk
"Cool Jerk" (Bruto Genial) es una composición de Donald Stroball. Es usada en cuarto lugar de este medley, finalizándolo. Es precedida por "La La Means I Love You"

### Hungry For Love
"Hungy For Love" (Hambriento por amor) es una composición propia de Rundgren interpretada en un hard rock.
Está fusionada a "I Don't Wanna Tie You Down" en una degradación sonora de guitarra eléctrica " casi de la misma forma que "International Feel" y "Never Never Land"

### I Don't Wanna Tie You Down
"I Don't Wanna Tie You Down" (No te quiero atar a mí) es una composición de Rundgren, interpretada en una melancólica balada (tocada solo en piano) dejando la voz de Todd en estelar.
Está fusionada con "Hungry For Love" y posteriormente con "Is It My Name" con una degradación de piano, en la misma forma que está fusionada con su precesora.

### Is It My Name?
"Is It My Name?" (¿Ese es mi nombre?) Es una composición de Rundgren interpretada en heavy metal/hard rock. 
Está fusionada a "I Don't Wanna Tie You Down" terminando así con las fusiones de este álbum.

### Just One Victory
"Just One Victory" (Solo una Victoria) es una composición de Rundgren interpretada en pop rock. Era muy apetecida en los conciertos, tanto de Todd Rundgren como de Utopia, quienes incluyeron esta canción en su primer álbum en viví, Adventures In Utopia

## Personal
- Todd Rundgren – voz, guitarra
- Michael Brecker – cuerno
- Randy Brecker – cuerno
- Rick Derringer – guitarra
- Mark "Moogy" Klingman – teclados
- Jean-Yves "Frog" Labat – sintetizadores
- Barry Rogers – trombón
- David Sanborn – saxofón
- Ralph Schuckett – teclados
- John Siegler – bajo acústico, chelo
- John Siomos – batería

## Posicionamiento
- "A Wizard, A True Star" alcanzó el lugar 86 en el "Bilboard Pop Albums" en 1973.

- Su único sencillo "Sometimes I Don't Know What To Feel" no logró entrar en el chart, aún luego del éxito de los sencillos anteriores de Todd Rundgren

- Datos: Q260728